# Pawieł Łukjanienko
Pawieł Pantielejmonowicz Łukjanienko (ros. Павел Пантелеймонович Лукьяненко, ur. 27 maja?/9 czerwca 1901 w stanicy Iwanowskaja w Kraju Krasnodarskim, zm. 13 czerwca 1973 w Krasnodarze) – radziecki selekcjoner roślin i ogrodnik, dwukrotny Bohater Pracy Socjalistycznej (1957 i 1971).

## Życiorys
Skończył szkołę realną, w latach 1920–1922 odbywał służbę wojskową, w 1926 ukończył Kubański Instytut Rolniczy, później zajmował się uprawą pszenicy, m.in. kierował polem doświadczalnym Kubańsko-Czarnoziemskiego Instytutu Naukowo-Badawczego i pracował w czeczeńskim oddziale Wszechzwiązkowego Instytutu Botaniki Stosowanej, od 1930 jako starszy pracownik naukowy, a od 1941 zastępca dyrektora. Na uprawnej stacji doświadczalnej zajmował się selekcją i uprawą nowych sortów pszenicy ozimej, dającej wysoką urodzajność i wytrwałość. Po ataku Niemiec na ZSRR ewakuowany do Kazachstanu, po powrocie odtworzył stację doświadczalną, w 1948 został członkiem rzeczywistym Wszechzwiązkowej Akademii Nauk Rolniczych im. Lenina; w 1956 stacja doświadczalna została przemianowana na Krasnodarski Naukowo-Badawczy Instytut Nauk Rolniczych. W 1964 został członkiem rzeczywistym Akademii Nauk ZSRR oraz członkiem KPZR. Był deputowanym do Rady Najwyższej ZSRR od 6. do 8. kadencji.

## Odznaczenia i nagrody
- Medal Sierp i Młot Bohatera Pracy Socjalistycznej (dwukrotnie – 31 października 1957 i 8 kwietnia 1971)
- Order Lenina (dwukrotnie – 31 października 1957 i 1966)
- Order Czerwonego Sztandaru Pracy (dwukrotnie – 27 października 1949 i 2 sierpnia 1961)
- Nagroda Leninowska (1959)
- Nagroda Państwowa ZSRR (pośmiertnie, 1979)
- Nagroda Stalinowska (1946)
- Medal „Za obronę Kaukazu”
- Order Złotej Gwiazdy (Jugosławia, 1967)
- Order Pracy (Czechosłowacja, 18 marca 1968)
- Order Za Zasługi Naukowe (Rumunia, 1974)
- Krzyż Kawalerski Orderu Odrodzenia Polski (PRL, 1972)
- Order Georgi Dimitrowa (LRB, 1966)

I medale.